# Sint-Paulinuskerk (Welling)
De Sint-Paulinuskerk (Duits:  Pfarrkirche St. Paulinus ) is de rooms-katholieke parochiekerk van Welling, een plaats in de Duitse deelstaat Rijnland-Palts die deel uitmaakt van de Landkreis Mayen-Koblenz. Het onder monumentenzorg vallende kerkgebouw werd in de jaren 1881-1883 gebouwd.

## Bouwgeschiedenis
Omdat de Oude Kerk van Welling voor de circa 1100 parochianen in de 19e eeuw te klein geworden was, werd in de jaren 1881-1883 naar het ontwerp van de architect Caspar Clemens Pickel een nieuwe kerk gebouwd. Op 12 mei 1884 werd de nieuwbouw door de wijbisschop Johann Jakob Kraft geconsecreerd.  

## Architectuur
Het neogotische kerkgebouw werd van steenslag uit de plaatselijke steengroeve gebouwd. De kerk staat op een kleine verhoging in het centrum van het dorp en heeft een lengte van 44 meter en een 65 meter hoge torenspits. Het in de verre omtrek zichtbare bouwwerk biedt plaats aan 750 gelovigen en bestaat uit een eenbeukige hoofdbouw en een breed transept, waaraan zich het koor sluit. De van buiten als kleine apsissen uitziende krans van nissen rond het koor worden onder andere gebruikt als sacristie en sacramentsruimte. De pijlers van de viering, de omlijstingen van de deur en de kroonlijsten werden gemaakt van basalt uit Mayen. Het maaswerk van de vensters, de muurzuilen en de gewelfribben zijn van zandsteen en tufsteen. Bij de renovatie in 1981 werden de met leisteen gedekte daken van de kerk vervangen door kunststof leien.
Boven de gewelven van de viering verheft zich de forse klokkentoren. Boven de in het zuiden gelegen hoofdingang bevindt zich een houten orgelgalerij. Kruisribgewelven overspannen het kerkschip, dat door spitsbogige tweelingsvensters verlicht wordt. 
Het koor heeft grote maaswerkvensters met de nog oorspronkelijke glas-in-loodramen. De in 1992 gerestaureerde vensters tonen scènes uit het leven van Jezus.

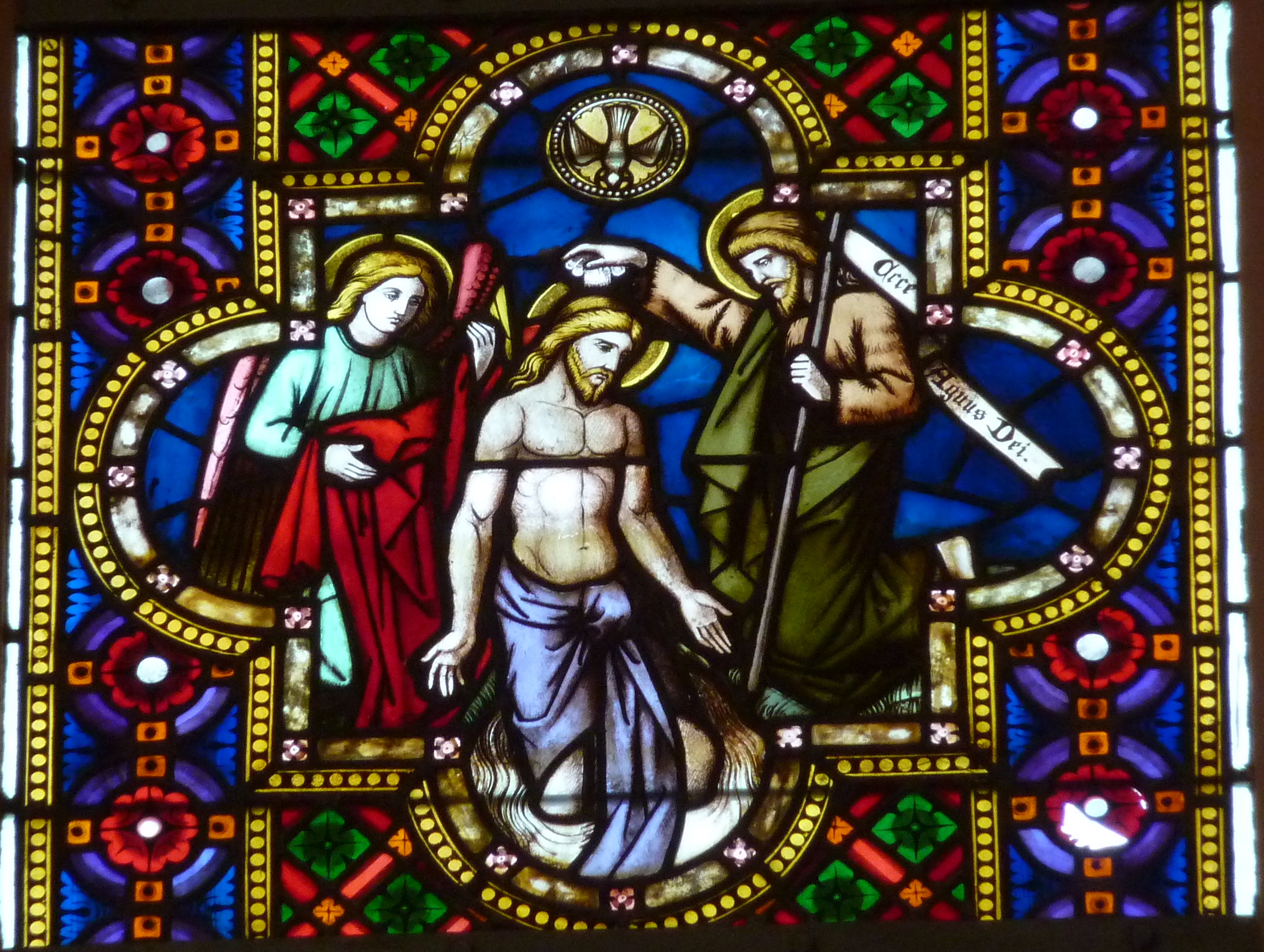
Doop van Jezus
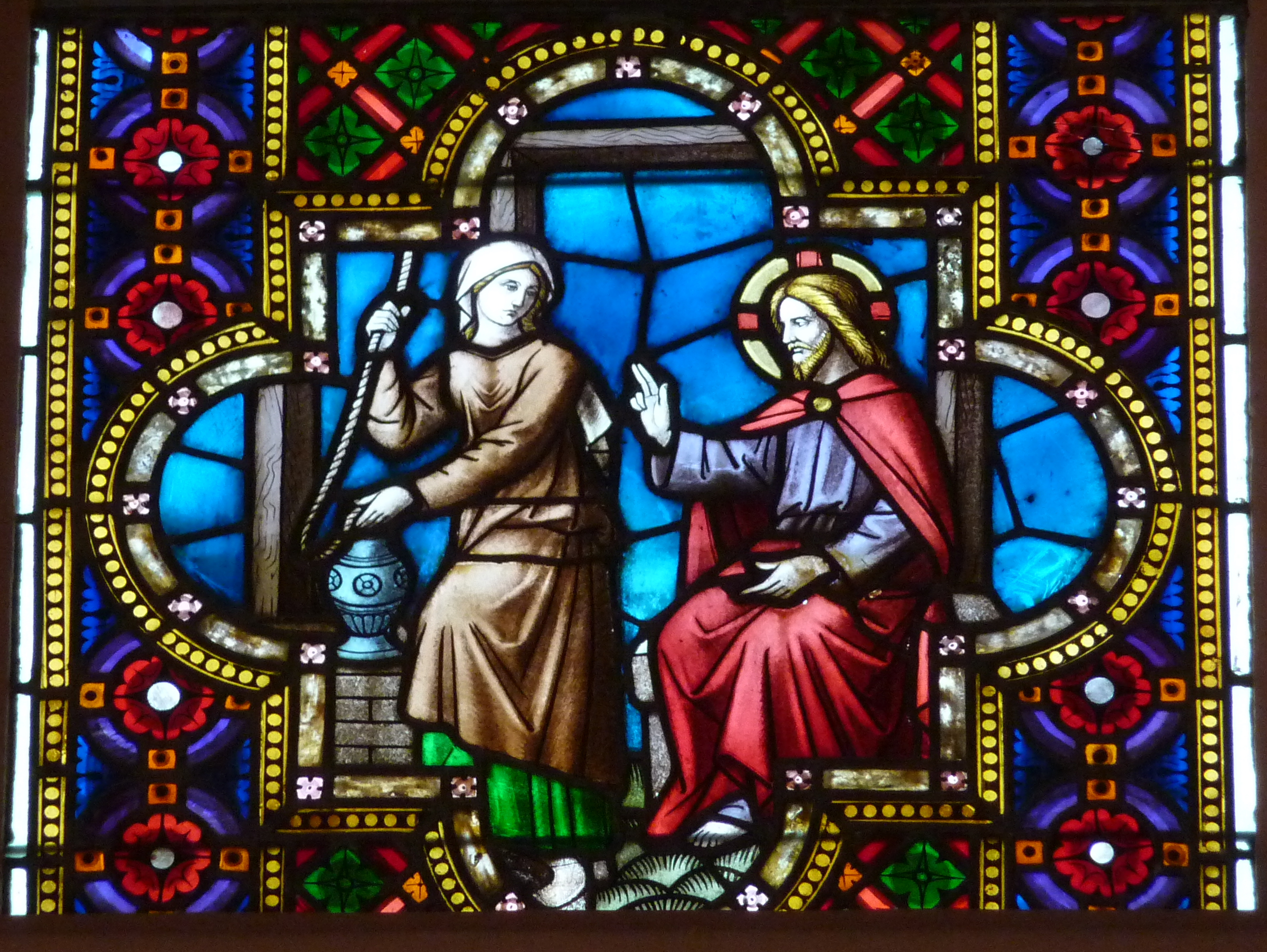
Jezus en de Samaritaanse vrouw
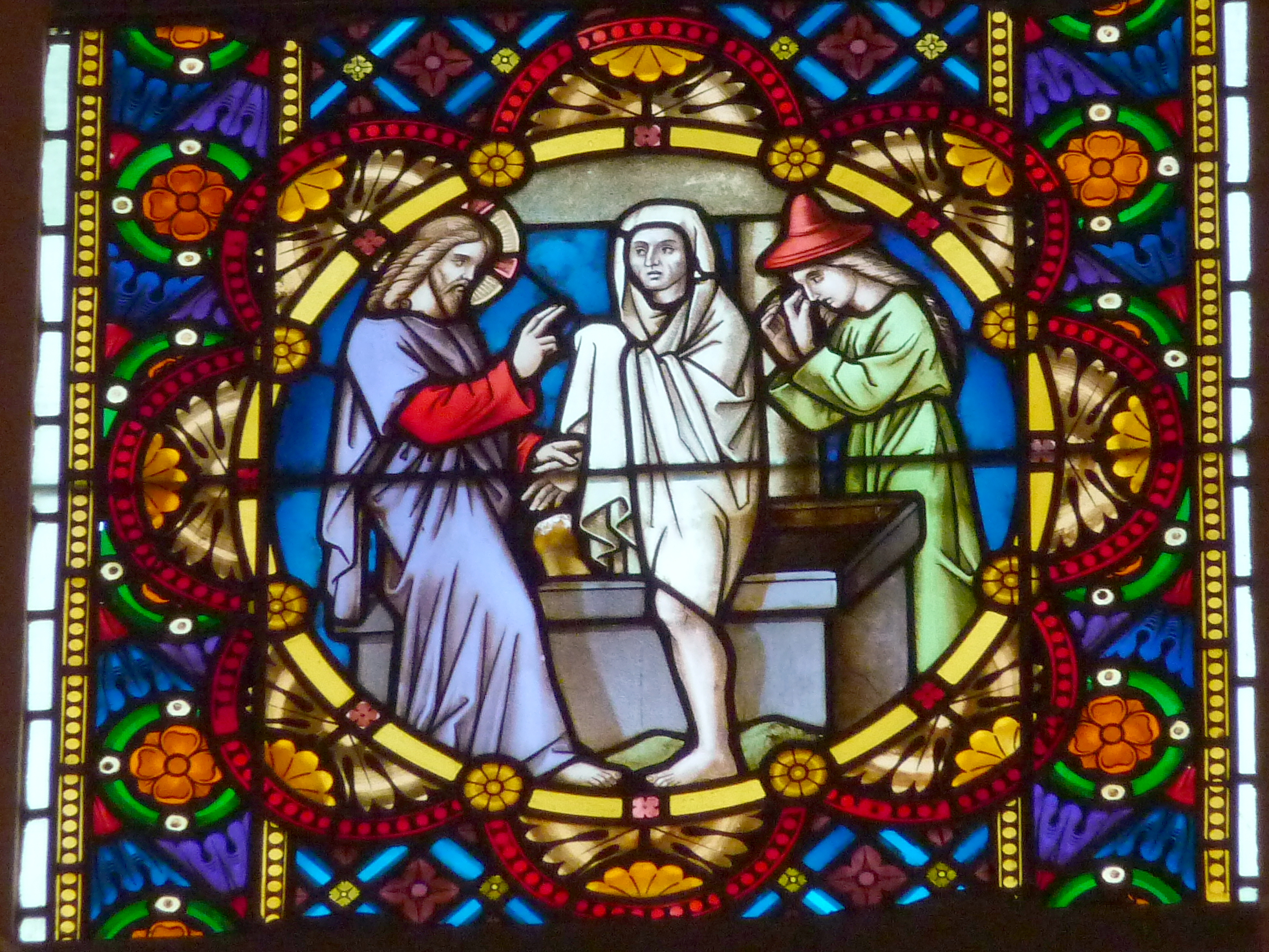
Opwekking van Lazarus
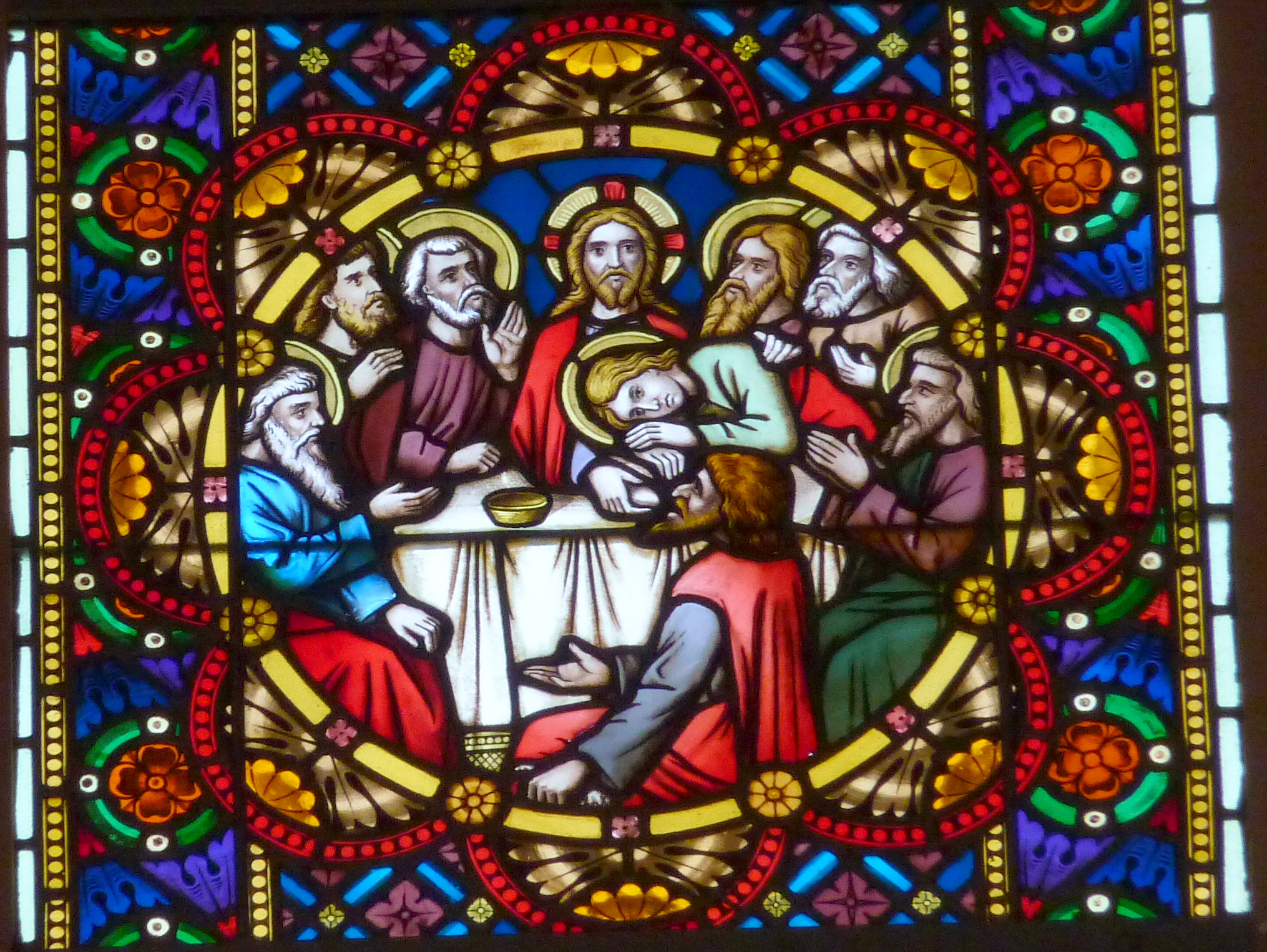
Laatste Avondmaal

## Inrichting
Het grootste deel van het kerkinterieur is afkomstig uit de oude kerk. Aan de linkerkant van de koorpijler staat een houten beeld van Sint-Paulinus, de patroonheilige van de kerk. De beelden aan de voormalige kansel, de vier evangelisten, werden samen met een beeld van Christus als Rechter der wereld aan de muur van het linker zijschip aangebracht. De neogotische kruisweg bevindt zich aan de zijmuren van het kerkschip.